# Hans Wilhelm von Boxberg
Johann „Hans“ Wilhelm von Boxberg (* 30. Mai 1593 in Nürnberg; † 5. Februar 1638 in Graslitz) war ein Kaufmann, Mitglied des Inneren Rates von Nürnberg, Bergwerksunternehmer im Kupferbergbau in Graslitz im Königreich Böhmen sowie Gründer des Waldgutes Untersachsenberg, des späteren Dorfes Untersachsenberg, und Berghauptmann im Dienst des Georg Ernst von Schönburg in Graslitz im Erzgebirge.

## Leben und Wirken
Er stammte aus der Adelsfamilie von Boxberg und war zunächst als Kaufmann und Ratsmitglied im fränkischen Nürnberg tätig, bevor er sich als Montanunternehmer im böhmischen Teil des Erzgebirges betätigte. In Graslitz sind Belehnungen von 1601 bis April 1608 bergamtlich verzeichnet. Seine Mutter war Magdalana, Tochter des Hauptmanns und Kapitäns Dieterich Semler aus Nürnberg. 
Christoph Carl von Boxberg (1629–1699), sächsischer Bergrat und Berghauptmann im Neustädtischen und im Vogtländischen Kreis im Herzogtum Sachsen-Zeitz sowie Erb-, Lehn- und Gerichtsherr der Grundherrschaft Untersachsenberg, war sein Sohn.
Am 15. Dezember 1626 wurde er gemeinsam mit Matthäus Gnaspe mit dem Gut Sachsenberg erblich belehnt. Gnaspe überließ seine Hälfte des Gutes am 10. Dezember 1629 Boxberg, so dass dieses nunmehr alleiniger Besitzer des Gutes wurde.